# Kirchliche Stiftung Kunst- und Kulturgut in der Evangelischen Kirche in Mitteldeutschland
Die Kirchliche Stiftung Kunst- und Kulturgut in der Evangelischen Kirche in Mitteldeutschland (kurz: KSKK) ist eine 1999 gegründete, rechtsfähige und kirchliche Stiftung öffentlichen Rechts in Mitteldeutschland. Sie hat ihren Sitz in Magdeburg.
Bis zum 31. Dezember 2020 trug die Stiftung den Namen Kirchliche Stiftung Kunst- und Kulturgut in der Kirchenprovinz Sachsen.

## Geschichte
Die „Kirchliche Stiftung Kunst- und Kulturgut in der Evangelischen Kirche in Mitteldeutschland“ (KSKK) wurde 1999 gegründet. Die Stiftung hat es sich zur Aufgabe gemacht, Gemeinden anzuregen, zu beraten und finanziell dabei zu unterstützen, ihr Kunstgut zu pflegen und zu würdigen. So wurden mehrfach verloren geglaubte Kunstwerke in Sachsen-Anhalt, Thüringen, Sachsen und Brandenburg wiederentdeckt und gerettet.
Die KSKK hat einige elektronische Datenlogger angeschafft, die bei auftretenden Fragen zum Raumklima in Kirchen verliehen werden können. Bei dem Auslesen und dem regelmäßigen Auswertungen wird sie vom Institut für Diagnostik und Konservierung in Sachsen und Sachsen-Anhalt (IDK) sowie dem Landesamt für Denkmalpflege und Archäologie Sachsen-Anhalt unterstützt.
2018 war die Stiftung beim ersten Europäischen Tag der Restaurierung dabei.
Im Rahmen des 20-jährigen Jubiläums gab es am 24. März 2019 einen Festgottesdienst mit Landesbischöfin Ilse Junkermann im Magdeburger Dom und am 16. Oktober 2019 eine Tagung der „Kunst- und Kulturgutstiftung“ zusammen mit der Historischen Kommission für Sachsen-Anhalt in der Universität Halle. Die Tagung stand unter der Schirmherrschaft des Ministerpräsidenten Reiner Haseloff. Das Thema waren  Bilder, Epitaphien (Denkmäler) und Grabmäler für Kinder in mitteldeutschen Kirchen aus der Zeit des 16. bis in das 18. Jahrhundert.
Kuratorium und Vorstand arbeiten ehrenamtlich und werden in der Geschäftsstelle in Magdeburg von einem Geschäftsführer und einer Assistentin unterstützt.
Unter dem Titel „Kunst im ganzen Land“ veröffentlicht die KSKK in regelmäßigen Abständen Broschüren mit einem Teil der Projekte, die mit der Hilfe der Stiftung restauriert und erhalten werden können.
Seit dem 1. Januar 2021 ist das Stiftungsgebiet der KSKK auf das gesamte Gebiet der Evangelischen Kirche in Mitteldeutschland (EKM) erweitert. Folglich trägt die Stiftung den neuen Namen „Kirchliche Stiftung Kunst- und Kulturgut in der Evangelischen Kirche in Mitteldeutschland“ (ehemals in der Kirchenprovinz Sachsen). Das Stiftungsgebiet entspricht damit mit zusammen rund 4.000 Kirchen dem gesamten Gebiet der Evangelischen Kirche in Mitteldeutschland.

## Satzung
Auszüge aus der Satzung der Stiftung in der Fassung vom 5. Juli 2016. (vgl. dazu die neue erweiterte Satzung vom 1. Januar 2021)

### Präambel
1. Kirchliches Kunst- und Kulturgut ist Zeugnis von Glauben und christlicher Lebensgestaltung. 2. Dieses Erbe ist zu bewahren und für die Gesellschaft lebendig zu halten. 3. Die Kirchliche Stiftung Kunst- und Kulturgut in der Evangelischen Kirche in Mitteldeutschland (EKM) wurde im Jahre 1999 von der Evangelischen Kirche der Kirchenprovinz Sachsen für ihren Bereich errichtet. 4. Im Jahre 2021 wurde der Tätigkeitsbereich auf das gesamte Gebiet der EKM ausgeweitet.

### Name, Rechtsform, Sitz
Die Stiftung führt den Namen „Kirchliche Stiftung Kunst- und Kulturgut in der Evangelischen Kirche in Mitteldeutschland (Kunst- und Kulturstiftung)“.
Sie ist eine rechtsfähige und kirchliche Stiftung öffentlichen Rechts des Stiftungsgesetzes des Landes Sachsen-Anhalt.
Sie hat ihren Sitz in Magdeburg.

### Stiftungszweck
Zweck der Stiftung ist es, Vorhaben zum Erhalt, zur Konservierung und zur Restaurierung kirchlichen Kunst- und Kulturgutes in der Evangelischen Kirche in Mitteldeutschland zu fördern. Die Stiftung soll in der Regel außerhalb der staatlichen Programme tätig werden; sie kann diese ergänzen, wo dieses den für die Denkmalpflege zuständigen öffentlich-rechtlichen oder privatrechtlichen Institutionen nicht möglich ist. Die Stiftung soll den Gedanken der Bewahrung kirchlichen Kunst- und Kulturgutes breiten Kreisen der Bevölkerung vermitteln und möglichst viele Menschen zur Unterstützung gewinnen. Sie will insbesondere da helfen, wo dies anderen Stiftungen nicht möglich ist.

### Gemeinnützigkeit
Die Stiftung verfolgt unmittelbar und ausschließlich gemeinnützige Zwecke im Sinne des Abschnitts „Steuerbegünstigte Zwecke“ der Abgabenordnung. Sie ist selbstlos tätig und verfolgt nicht in erster Linie eigenwirtschaftliche Zwecke. Mittel der Stiftung dürfen nur für die satzungsmäßigen Zwecke verwendet werden. Die Mitglieder des Vorstands erhalten keine Zuwendungen aus Mitteln der Stiftung: sie erhalten lediglich Ersatz der Reisekosten und sonstiger angemessener Auslagen. Es darf keine Person durch Ausgaben, die dem Zweck der Stiftung fremd sind oder durch unverhältnismäßig hohe Vergütungen begünstigt werden.

### Organe der Stiftung
Organe der Stiftung sind:
1. das Kuratorium
2. der Vorstand

### Das Kuratorium
Dem Kuratorium gehören an:
1. der Landesbischof der Evangelischen Kirche in Mitteldeutschland
2. ein von der Deutschen Stiftung Denkmalschutz zu benennendes Mitglied
3. ein von der EKD zu benennendes Mitglied
4. ein vom Landeskirchenamt der Evangelischen Kirche in Mitteldeutschland zu benennendes Mitglied
5.–7. drei weitere vom Landeskirchenrat zu benennende Mitglieder, die Persönlichkeiten aus Wirtschaft, Kultur oder dem politisch gesellschaftlichen Leben sein müssen

### Der Vorstand
Der Vorstand besteht aus mindestens fünf Mitgliedern, von denen eines ein für Kunst- und Kulturgut zuständiger Referent des Landeskirchenamtes ist. Die anderen Mitglieder, von denen eines stellvertretender Vorsitzender ist, werden vom Kuratorium gemäß § 6 Abs. 4 gewählt. Von den Vorstandsmitgliedern soll eines ein wissenschaftlich und fachlich ausgewiesener Kunsthistoriker sein.

## Publikationen (Auswahl)

### Bücher
- Bettina Seyderhelm (Hrsg.): Goldschmiedekunst des Mittelalters. Im Gebrauch der Gemeinden über Jahrhunderte bewahrt. Sandstein Verlag, Dresden 2001, ISBN 3-930382-54-7.
- Bettina Seyderhelm (Hrsg.): Tausend Jahre Taufen in Mitteldeutschland – Katalog der Ausstellung im Dom zu Magdeburg. Schnell & Steiner, Regensburg 2006, ISBN 978-3-7954-1893-9.
- Peter Poscharsky / Bettina Seyderhelm (Hrsg.): Taufengel in Mitteldeutschland – Geflügelte Taufgeräte zwischen Salzwedel und Suhl. Schnell & Steiner, Regensburg 2009, ISBN 978-3-7954-2292-9.
- Jan Harasimowicz / Bettina Seyderhelm (Hrsg.): Cranachs Kirche – Begleitbuch zur Landesausstellung Sachsen-Anhalt: Cranach der Jüngere 2015. Sax-Verlag, Markkleeberg 2015, ISBN 978-3-86729-156-9.
- Bettina Seyderhelm (Hrsg.): Cranach-Werke am Ort ihrer Bestimmung – Tafelbilder der Malerfamilie Cranach und ihres Umkreises in den Kirchen der Evangelischen Kirche in Mitteldeutschland. Verlag Friedrich Pustet, Regensburg 2015, ISBN 978-3-7917-2719-6.
- Bettina Seyderhelm / Leonhard Helten (Hrsg.): Hie lieg ich armes Würmelein. Epitaphien Für Kinder.  In: Sachsen und Anhalt. Jahrbuch der Historischen Kommission für Sachsen-Anhalt 33, 2021, S. 11–90, Taf. I–XXI, Mitteldeutscher Verlag, 2021.

### Broschüren
- Kunst im ganzen Land: Die Arbeit der Kirchlichen Stiftung Kunst- und Kulturgut in der Kirchenprovinz Sachsen. Die Arbeit 1999 bis 2003.
- Kunst im ganzen Land: 10 Jahre Kirchliche Stiftung Kunst- und Kulturgut in der Kirchenprovinz Sachsen. Die Arbeit 1999 bis 2009.
- Kunst im ganzen Land: 15 Jahre Kirchliche Stiftung Kunst- und Kulturgut in der Kirchenprovinz Sachsen. Die Arbeit 1999 bis 2014.
- Kunst im ganzen Land: 20 Jahre Kirchliche Stiftung Kunst- und Kulturgut in der Kirchenprovinz Sachsen. Die Arbeit 1999 bis 2019.
- Kunst im ganzen Land: 25 Jahre Kirchliche Stiftung Kunst- und Kulturgut in der Evangelischen Kirche in Mitteldeutschland 1999 bis 2024.